# Tapura africana
Tapura africana är en tvåhjärtbladig växtart som beskrevs av Daniel Oliver. Tapura africana ingår i släktet Tapura och familjen Dichapetalaceae. Inga underarter finns listade i Catalogue of Life.